# Redding, Iowa
Redding là một thành phố thuộc quận Ringgold, tiểu bang Iowa, Hoa Kỳ. Năm 2010, dân số của thành phố này là 82 người.

## Dân số
Dân số qua các năm:
- Năm 2000: 78 người.
- Năm 2010: 82 người.